# 岐阜市立鏡島小学校
岐阜市立鏡島小学校（ぎふしりつ かがしましょうがっこう）は、岐阜県岐阜市にある公立小学校。

## 沿革
- 1873年（明治6年） -
  - 鏡島村に甘棠学校が開校。
  - 江崎村に普球学校が開校。
- 1881年（明治14年） - 甘棠学校が鏡島学校、普球学校が江崎学校に改称する。
- 1886年（明治19年） - 鏡島学校が鏡島尋常小学校、江崎学校が江崎尋常小学校に改称する。
- 1897年（明治30年）4月1日 - 鏡島村と江崎村が合併し、鏡島村が発足。
- 1898年（明治31年） - 鏡島尋常小学校が江崎尋常小学校を統合する。
- 1902年（明治35年） - 市橋村、本荘村、鏡島村で組合をつくり、組合立精華高等小学校が開校する。
- 1911年（明治44年） - 精華高等小学校が廃校。鏡島尋常小学校に高等科を設置し、鏡島尋常高等小学校に改称する。現在地に新築移転。
- 1920年（大正9年） - 校舎を新築する。
- 1928年（昭和3年） - 校舎を増築する。
- 1935年（昭和10年） - 校舎を増築する。
- 1941年（昭和16年）4月1日 - 鏡島国民学校に改称する。
- 1947年（昭和22年）4月1日 - 鏡島村立鏡島小学校に改称する。
- 1955年（昭和30年）2月11日 - 鏡島村が岐阜市に編入される。同時に岐阜市立鏡島小学校に改称する。

## 通学区域
- 江崎、鏡島（一部）、今嶺4丁目（一部）、鏡島精華1-3丁目、西荘2丁目（一部）・3丁目（一部）、江崎北、江崎南、大菅北、大菅南、鏡島南1-4丁目、鏡島西1-3丁目、鏡島中1・2丁目[1]

## 校区周辺
- 長良川
- 岐阜市立精華中学校（進学先中学校）
- 岐阜市立岐阜商業高等学校

## 交通アクセス
- 岐阜バス

岐阜高富線（JR岐阜駅バスターミナルから西鏡島（G51））「鏡島小学校前」より徒歩約1分。